# Gradaterebra taylori
Gradaterebra taylori é uma espécie de gastrópode do gênero Gradaterebra, pertencente a família Terebridae.